# Dysdera laterispina
Dysdera laterispina este o specie de păianjeni din genul Dysdera, familia Dysderidae, descrisă de Carlo Pesarini în anul 2001.
Este endemică în Grecia. Conform Catalogue of Life specia Dysdera laterispina nu are subspecii cunoscute.